# Eros Pisano
Eros Pisano (né le 31 mars 1987 à Busto Arsizio en Lombardie) est un footballeur italien, qui évolue au poste de défenseur.

## Biographie
Le 27 juin 2017, il rejoint Bristol City.
A l'issue de la saison 2018-2019, il est libéré par Bristol City.

## Palmarès
- Champion de Serie B en 2014 avec l'US Palerme

## Statistiques
| Saison                | Club                  | Championnat           | Championnat | Championnat | Coupe(s) nationale(s) | Coupe(s) nationale(s) | Total | Total |
| Saison                | Club                  | Division              | M.          | B.          | M.                    | B.                    | M.    | B.    |
| 2004-2005             | AS Varèse             | Serie E               | 2           | 1           | -                     | -                     | 2     | 1     |
| 2005-2006             | AS Varèse             | Serie D               | 32+4        | 2+0         | 1                     | 0                     | 37    | 2     |
| 2006-2007             | AS Varèse             | Serie C2              | 22          | 1           | 4                     | 0                     | 26    | 1     |
| Sous-total            | Sous-total            | Sous-total            | 60          | 4           | 5                     | 0                     | 65    | 4     |
| 2007-2008             | Pise Calcio (prêt)    | Serie B               | 6+1         | 0           | 1                     | 0                     | 8     | 0     |
| Sous-total            | Sous-total            | Sous-total            | 7           | 0           | 1                     | 0                     | 8     | 0     |
| 2008-2009             | AS Varèse             | Serie C2              | 28          | 3           | 5                     | 1                     | 33    | 4     |
| 2009-2010             | AS Varèse             | Lega Pro 1D           | 32+4        | 2+0         | 3                     | 0                     | 39    | 2     |
| 2010-2011             | AS Varèse             | Serie B               | 40+2        | 5+1         | 1                     | 1                     | 43    | 7     |
| Sous-total            | Sous-total            | Sous-total            | 106         | 11          | 9                     | 2                     | 115   | 13    |
| 2011-2012             | US Palerme            | Serie A               | 28          | 0           | -                     | -                     | 28    | 0     |
| 2012-2013             | US Palerme            | Serie A               | 11          | 0           | 2                     | 0                     | 13    | 0     |
| Sous-total            | Sous-total            | Sous-total            | 39          | 0           | 2                     | 0                     | 41    | 0     |
| 2012-2013             | Genoa CFC (prêt)      | Serie A               | 10          | 1           | -                     | -                     | 10    | 1     |
| Sous-total            | Sous-total            | Sous-total            | 10          | 1           | -                     | -                     | 10    | 1     |
| 2013-2014             | US Palerme            | Serie B               | 34          | 2           | 2                     | 1                     | 36    | 3     |
| 2014-2015             | US Palerme            | Serie A               | 4           | 0           | 1                     | 0                     | 5     | 0     |
| Sous-total            | Sous-total            | Sous-total            | 38          | 2           | 3                     | 1                     | 41    | 3     |
| 2014-2015             | Hellas Vérone (prêt)  | Serie A               | 15          | 0           | -                     | -                     | 15    | 0     |
| 2015-2016             | Hellas Vérone         | Serie A               | 34          | 5           | 3                     | 0                     | 37    | 5     |
| Sous-total            | Sous-total            | Sous-total            | 49          | 5           | 3                     | 0                     | 52    | 5     |
| Total sur la carrière | Total sur la carrière | Total sur la carrière | 309         | 23          | 23                    | 3                     | 332   | 26    |